# Ozourguéti
Ozourguéti (en géorgien : ოზურგეთი) est une ville de Géorgie et la capitale de la région de Gourie.
Elle compte 14 600 habitants au 1er janvier 2016 selon l'Office national des statistiques de Géorgie.

## Géographie
Ozourguéti est situé entre les rivières Natanebi et Bjouji et se trouve à 42 km au nord-est de Batoumi et à 232 km à l'ouest de Tbilissi.

## Histoire
Ozourguéti s'est appelée Makharadzé de 1934 à 1989 pour honorer Filipp Makharadze (1868-1941), un révolutionnaire bolchevik et dirigeant de la RSS de Géorgie.

## Population
Recensements (*) ou estimations de la population :
| 1897* | 1923* | 1926* | 1939*  | 1959*  |
| ----- | ----- | ----- | ------ | ------ |
| 4 710 | 5 626 | 5 594 | 11 419 | 19 131 |

| 1970*  | 1979*  | 1989*  | 2002*  | 2014   |
| ------ | ------ | ------ | ------ | ------ |
| 21 679 | 22 393 | 23 399 | 18 705 | 14 785 |

## Villes
- Laïtouri

## Jumelages
| Ville | Ville      | Pays | Pays     | Période     |
| ----- | ---------- | ---- | -------- | ----------- |
|       | Henitchesk |      | Ukraine  |             |
|       | Kraśnik    |      | Pologne  | depuis 2008 |
|       | Rokiškis   |      | Lituanie | depuis 2009 |
|       | Werbkowice |      | Pologne  | depuis 2010 |

## Personnalités liées
- Ramina Beradzé, économiste, y est née;

## Liens externes

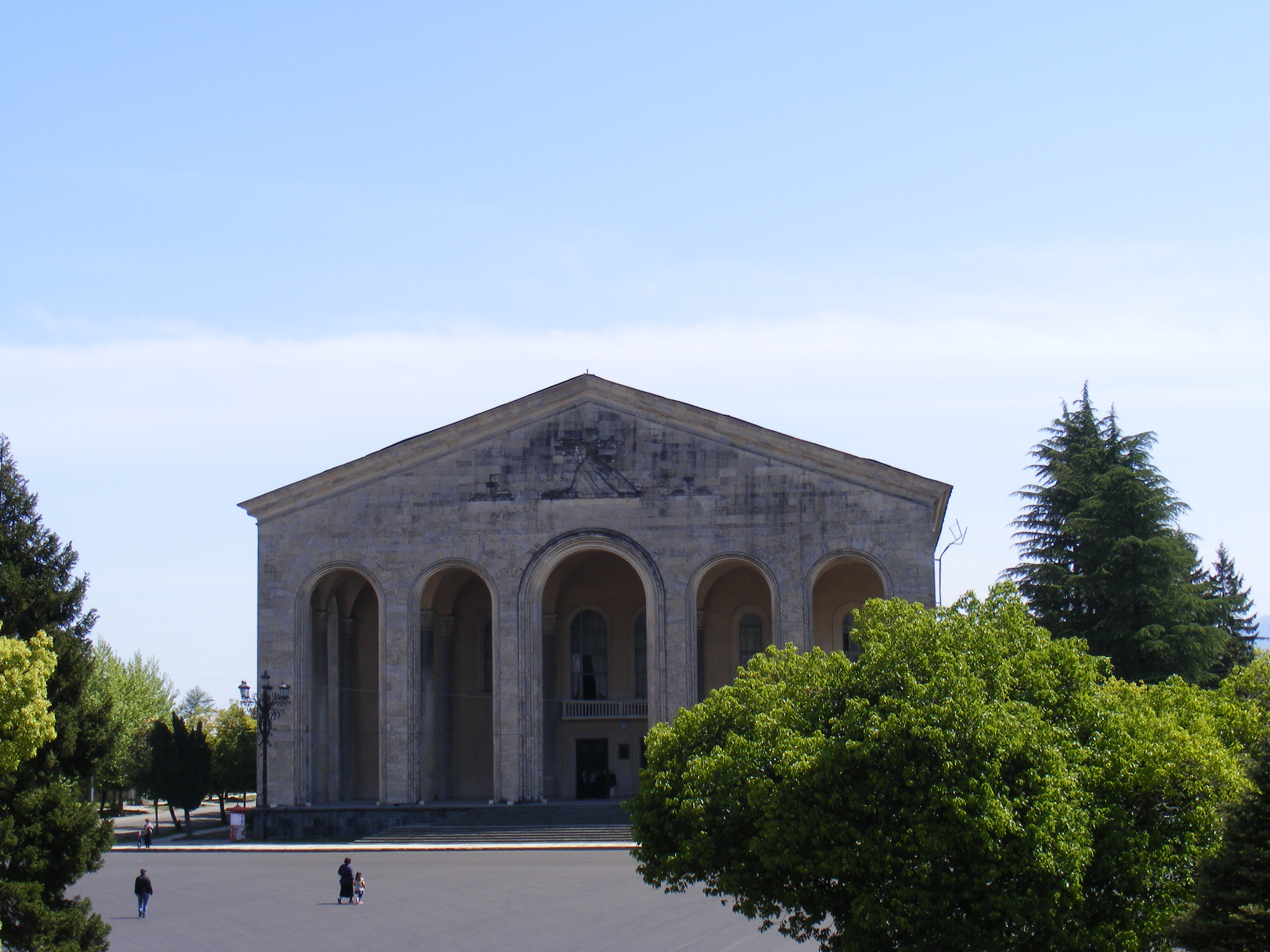
Le théâtre d'Ozourguéti